# Changes (пісня Девіда Бові)
Changes — пісня Девіда Бові, першочергово випущена в альбомі Hunky Dory в грудні 1971 року, а також як сингл у січні 1972 року. Потрапила до списку 500 найкращих пісень усіх часів за версією журналу Rolling Stone
Композиція була створена як пародія на пісеньки з нічних клубів, Боуї не придавав їй значення і був чимало здивований, коли йому почали охоче підспівувати на концертах, а потім пісня стала великим хітом. Фортепіанні партії на початку пісні виконав Рік Вейкман (згодом легендарний клавішник гурту Yes), наприкінці пісні на саксофоні грає сам Девід Боуї. Струнним аранжуванням пісні займався Мік Ронсон, а її приспів порівнювали з композицією «My Generation» групи The Who.
Текст пісні сфокусований на компульсивній природі художнього переосмислення («Дивні захоплення, заворожують мене / Зміни набирають темп, який я проходжу») та дистанціювання музиканта від рок-мейнстриму («Дивіться, ви рок-н-рольщики»). Композиція також інтерпретувалася як рекламування «Modern Kind як нового руху», ця тема повторюється на наступному треку альбому, «Oh! You Pretty Things». У статті про альбомі Hunky Dory журналу Rolling Stone зазначалося, що пісня «Changes» може бути «витлумачена як спроба юнака осмислити, як він реагуватиме, коли настане його час, бути на облаяній стороні розколотого покоління».